# Rondón (baile)
El rondón es un baile tradicional ejecutado en forma de rueda o círculo, típico de la Sierra de Gredos y del Valle del Alberche, en el sur de la provincia de Ávila, la Sierra de San Vicente y La Campana de Oropesa en el norte de Toledo y la Sierra Oeste de Madrid. Es típico de localidades como Candeleda, Sotillo de la Adrada, Piedralaves, El Real de San Vicente, La Iglesuela del Tiétar, Oropesa, Robledo de Chavela, Fresnedillas de la Oliva, Brunete, Valdemorillo, El Escorial, San Lorenzo de El Escorial o Villaviciosa de Odón.
En su estudio Denominaciones locales y nombres de bailes y danzas tradicionales de Castilla y León en el siglo XX, el especialista Carlos Antonio Porro Fernández describe así este baile:

[Este baile era] interpretado antiguamente con gaitilla y tamboril y más modernamente con rondalla de cuerda, lo que ha favorecido en ocasiones el trasvase de plantillas rítmicas irregulares (propios de la rueda castellana, de 10/16) a ternarias de tipo jotesco. El rondón, propiamente, se correspondería con el baile corrido castellano de dulzaina, en el que se avanza a la vez que se marcan los pasos de baile. En esta misma zona es la forma habitual de bailar la jota (también se baila en fila) haciéndose un único círculo de hombres y mujeres que bailan a un lado y a otro alternativamente, girando en el estribillo haciendo un gran corro.

- Datos: Q5391549